# Bandidus canifrons
Bandidus canifrons är en insektsart som först beskrevs av Navás 1914.  Bandidus canifrons ingår i släktet Bandidus och familjen myrlejonsländor. Inga underarter finns listade i Catalogue of Life.

## Bildgalleri

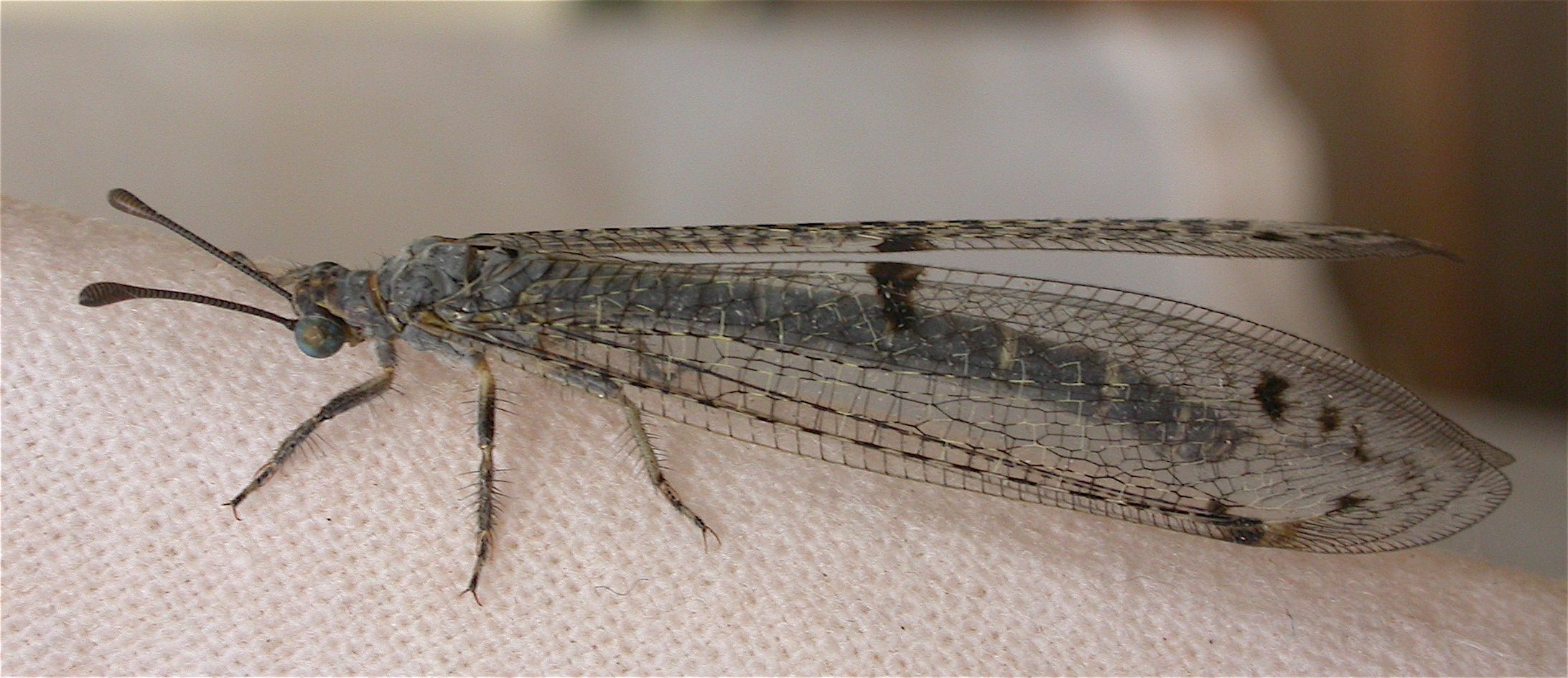